# Xylotrechus chinensis
Xylotrechus chinensis is een keversoort uit de familie van de boktorren (Cerambycidae). De wetenschappelijke naam van de soort werd voor het eerst geldig gepubliceerd in 1852 door Chevrolat. Hij kan zowel dode als levende moerbeibomen infecteren hetgeen tot sterfte kan leiden.